# Geschwindigkeitsdispersion
Die Geschwindigkeitsdispersion {\displaystyle \sigma } ist ein statistisches Maß für die Verteilung der Eigengeschwindigkeiten von Partikeln gegenüber einem gebundenen System.
In der Astronomie wird die Geschwindigkeitsdispersion benutzt, um Galaxien zu charakterisieren:
- Spiralgalaxien haben eine kleine Dispersion von 10 bis 30 km/s
- elliptische Galaxien eine Dispersion bis 400 km/s.

## Berechnung
Bei der Berechnung geht man davon aus, dass sich das Spektrum der Galaxie durch das Spektrum eines einzelnen Sterns ermitteln lässt, sofern das nach Luminosität gewichtete Mittel der ganzen Galaxie betrachtet wird; zusätzlich sollte die Verteilung der Geschwindigkeiten entlang der Sichtlinie einer Gaußverteilung folgen.
Dann wird das Spektrum des einzelnen Sterns so weit verschoben, bis die Absorptionslinien mit denjenigen der Galaxie übereinstimmen. Aus der Radialgeschwindigkeit des Einzelsterns kann dann auf diejenige der Galaxie geschlossen werden. Anschließend wird das Spektrum des Einzelsterns mit einer Gaußfunktion der Breite {\displaystyle \sigma } gefaltet. Der Wert von {\displaystyle \sigma } bei der besten Übereinstimmung ergibt die Geschwindigkeitsdispersion.

## Bedeutung in der Astronomie
Aus der Geschwindigkeitsdispersion der Sterne im Zentrum der Milchstraße σ=100 km/s kann auf die Existenz und die Masse des zentralen Schwarzen Loches geschlossen werden. Die relativ hohe Rotationsgeschwindigkeit in den äußeren Spiralarmen mit kleiner Dispersion liefert einen Hinweis auf Dunkle Materie (vgl. Rotationskurve).
Hat eine Gruppe von Sternen gleichen Typs die gleiche Geschwindigkeitsdispersion wie andere Sterne eines Sternhaufens oder eine Galaxie, so kann auf die physische Zugehörigkeit dieser Sterngruppe zum Sternhaufen oder der Galaxie geschlossen werden – z. B. verwendet für die Zuordnung von Braunen Zwergen.